# Łomżyński Park Krajobrazowy Doliny Narwi
Der Landschaftsschutzpark Narewtal (Łomżyński Park Krajobrazowy Doliny Narwi) ist ein Naturschutzgebiet der Kategorie Landschaftsschutzpark in der Woiwodschaft Podlachien, Polen. Namensgebend für das Schutzgebiet sind der Fluss Narew und die Stadt Łomża, der Sitz des Powiats und einer gleichnamigen Landgemeinde.

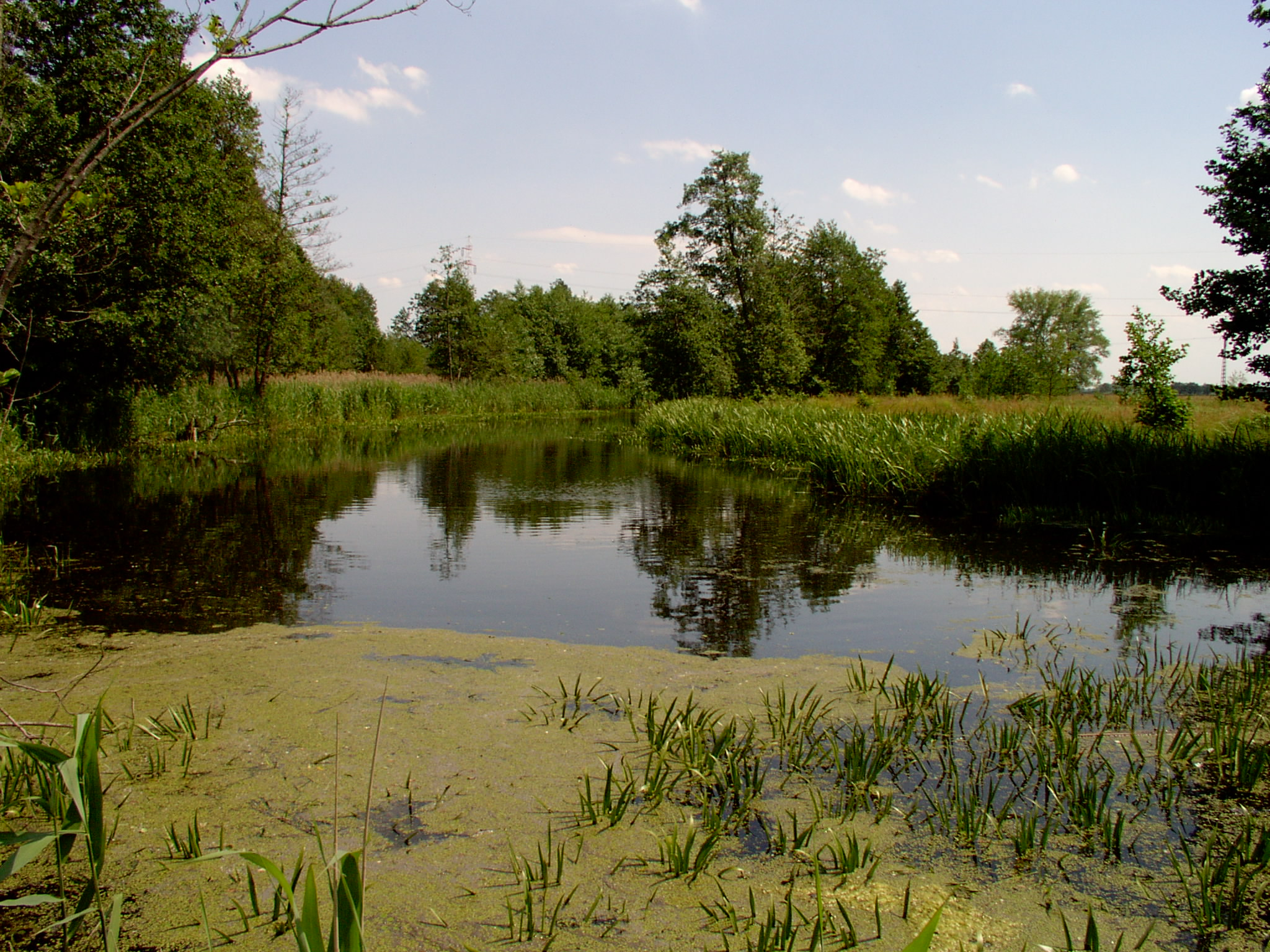
Narew bei Drozdowo

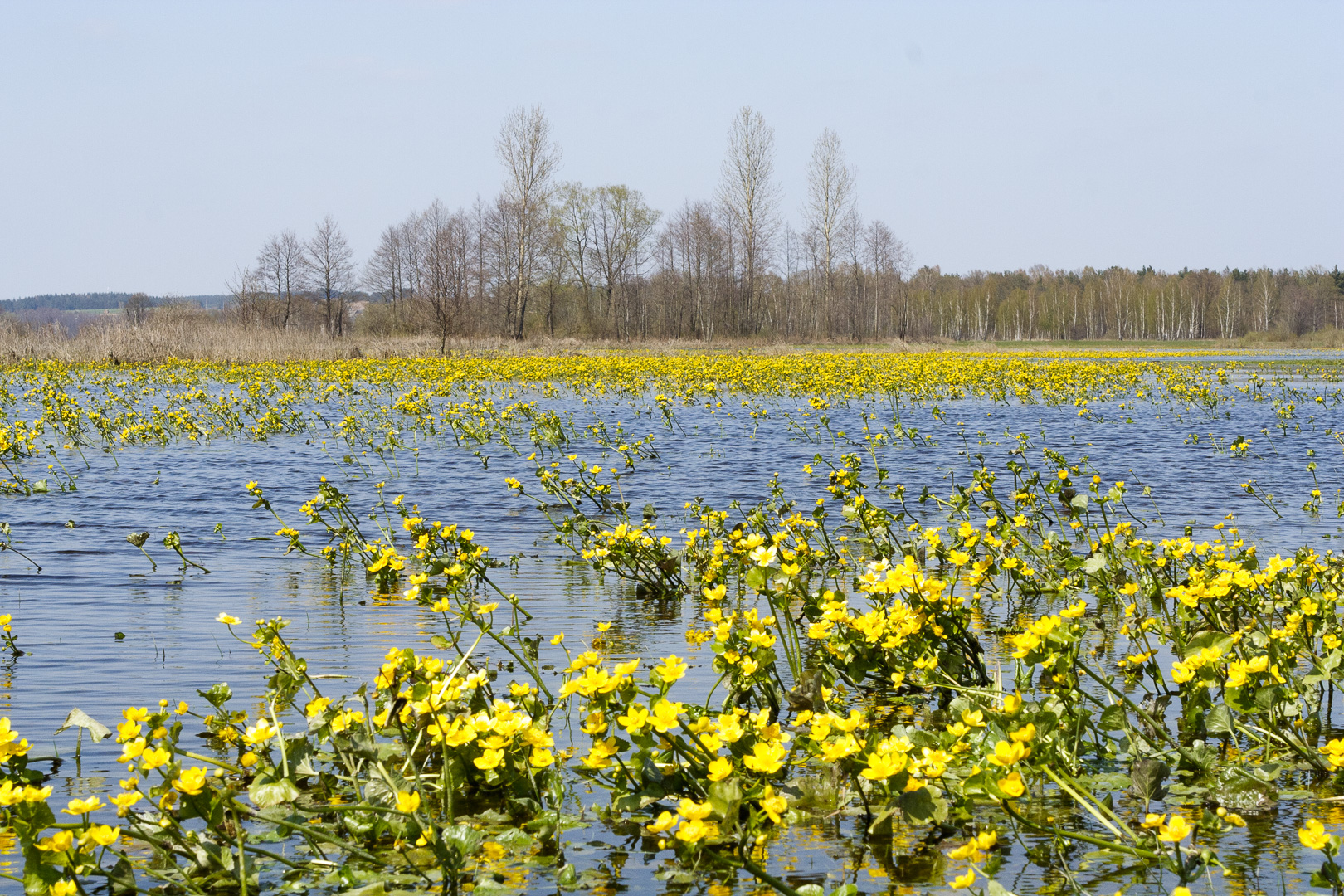
Frühling im Landschaftsschutzpark

Der Park liegt im Powiat Łomżyński auf dem Gebiet der Landgemeinden Łomża, Piątnica und Wizna. Die Pufferzone erstreckt sich auch auf das Gebiet der Gemeinde Rutki im Powiat Zambrowski. Der Park wurde am 10. Dezember 1994 gegründet und hat heute eine Fläche von 73,7 km² und eine Pufferzone von 122,3 km².
Das Schutzgebiet erstreckt sich östlich der Stadt Łomża und umfasst in der Kernzone einen etwa 16 Kilometer langen Durchbruch des Narew durch eine Moränenlandschaft. Im Park liegen zwei Naturreservate und drei weitere ökologische Schutzgebiete. In Drozdowo wurde ein Naturmuseum eingerichtet.
Weiter im Osten, zur Quelle des Narew gelegen, befindet sich der Nationalpark Narew (Narwiański Park Narodowy).